# 孙中山先生诞生一百周年纪念

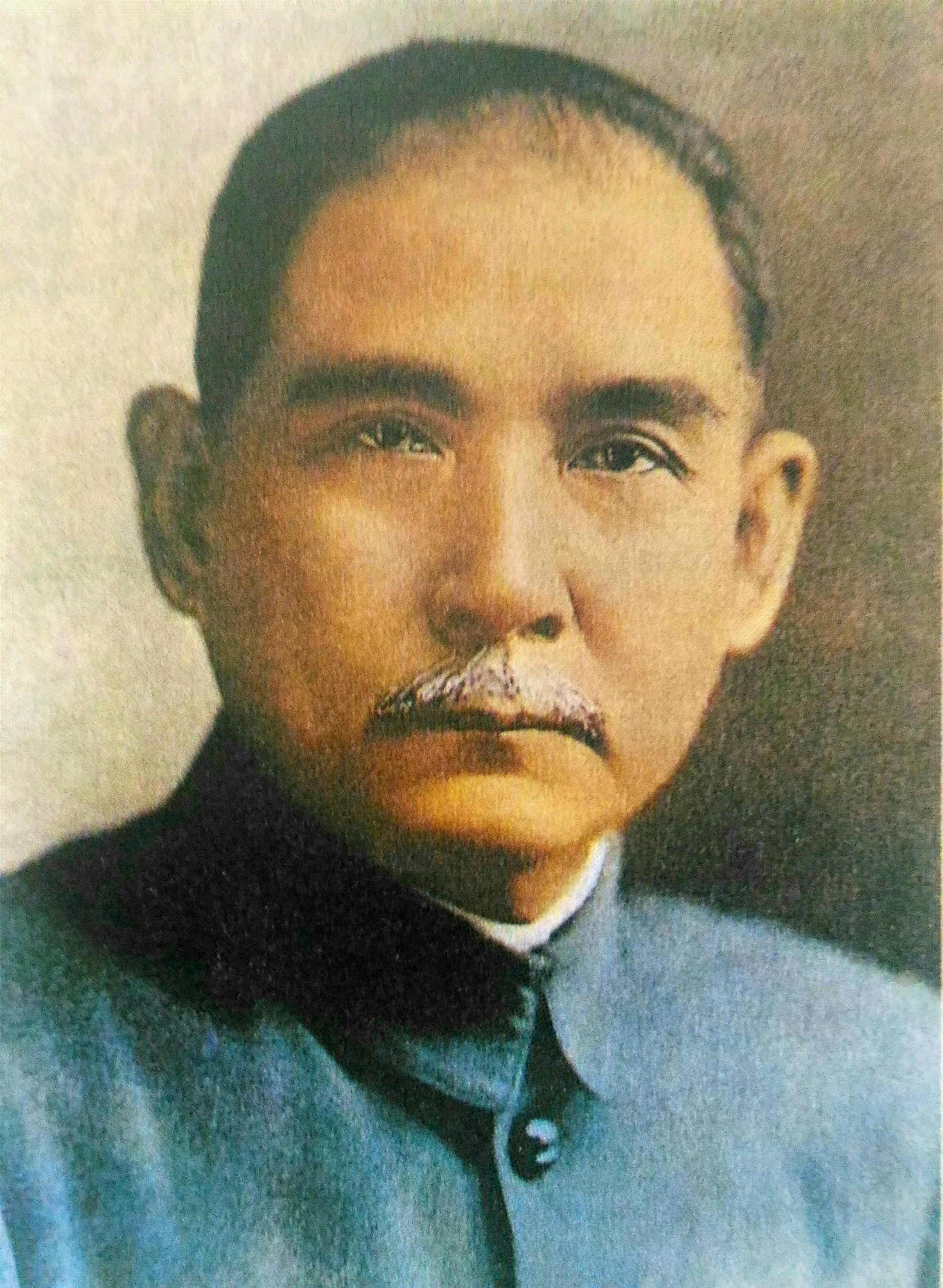
孫中山肖像

孙中山先生诞生一百周年纪念是中华人民共和国于1966年为纪念孙中山诞生100周年而举行的系列活动。此次纪念活动的筹备始于1965年，纪念活动的举行时间为文化大革命爆发后数月，在文化大革命初期的政治生活及外交中具有重要影响。

1966年11月12日孙中山诞辰一百周年

## 筹备
为纪念孙中山先生诞生一百周年，特成立了孙中山先生诞生一百周年纪念筹备委员会，秘书长廖承志。1965年10月31日，该委员会举行了第一次会议。
刘少奇主席作重要讲话
孙中山先生作为资产阶级革命家，是对近代中国历史起过重要推动作用的伟大人物，是值得中国人民永久纪念的。现在，我国各方面的形势都是很好的。世界各国人民革命的形势，特别是亚非拉的革命形势也是很好的。让我们大家在中国共产党和毛主席的领导下，更加紧密地团结起来，争取在社会主义革命和建设事业中取得更加伟大的成就。我们在进行建设的同时，要联合一切可以联合的国家和民族共同奋斗，坚决支持全世界被压迫人民和被压迫民族的革命斗争，把反对以美国为首的帝国主义、各国反动派和现代修正主义的斗争进行到底，争取世界和平、民族解放、人民民主和社会主义事业的更大胜利。筹委会副主任宋庆龄董必武周恩来朱德等出席，会议通过纪念方案
新华社三十一日讯　孙中山先生诞辰一百周年纪念筹备委员会，今天下午举行第一次会议。
中华人民共和国主席、孙中山先生诞辰一百周年纪念筹备委员会主任刘少奇主持会议。
筹委会副主任宋庆龄、董必武、周恩来、朱德、彭真、陈毅、李富春、贺龙、李先念、谭震林、陆定一、康生、谢富治、何香凝、黄炎培、杨明轩、程潜、刘宁一、张治中、徐冰、高崇民、蔡廷锴、傅作义、谢觉哉、沈雁冰、许德珩、李德全、李宗仁、廖承志、吴玉章、蔡畅、胡耀邦、熊克武、邵力子、章士钊，出席了今天的会议。
在筹备委员会上，刘少奇主席作了重要讲话。
刘少奇主席指出，孙中山先生是中国历史上一个伟大人物，我们纪念他，是有重大意义的。
刘少奇主席说，孙先生是中国资产阶级民主革命的先行者，是我们革命的先行者。我们共产党内有许多人就是在孙先生的影响下，在辛亥革命的影响下走上革命道路的。
孙先生是中国资产阶级的革命民主派的领袖。他毕生致力于反对帝国主义和封建主义的斗争。他是对近代中国历史起过重要推动作用的伟大人物。孙先生是值得中国人民永久纪念的。
刘少奇主席说，孙先生在中国民主革命的准备时期，坚决反对主张君主立宪的改良派；他主张用革命手段推翻封建专制皇帝，建立民主共和国。这在当时是很勇敢的，很革命的。他为此同改良派的康有为、梁启超等人进行了针锋相对的斗争。孙先生一直是主张武装革命斗争的。在孙先生领导下，经过辛亥革命，终于结束了中国两千多年的封建帝制，产生了中华共和国，即中华民国。这是他的一个伟大的历史功绩。
刘少奇主席说，孙先生的另一个重大历史功绩，是他适应中国革命的新形势，把旧三民主义发展为新三民主义。在俄国无产阶级十月革命胜利和中国无产阶级登上历史舞台以后，他联合苏联和中国共产党，并且在中国共产党帮助下，改组了国民党，提出了著名的“联俄、联共、扶助农工”三大政策。这就奠定了第一次国共合作的政治基础。这就发动了一九二四年到一九二七年的轰轰烈烈的大革命。这时候的中国革命，从中国共产党成立的那一天起，已经进入一个新的历史阶段，已经不是旧民主主义革命，而是新民主主义革命了。
刘少奇主席着重指出，孙先生作为资产阶级革命家，敢于提出“打倒帝国主义”的口号，敢于联合世界上第一个无产阶级专政的国家，敢于同中国无产阶级的先锋队实行合作，敢于实行扶助农工的政策和提出“耕者有其田”口号，即废除封建土地所有制，这正是他能够“适乎世界之潮流，合乎人群之需要”，随着时代的进步而进步的伟大革命精神的表现。
刘少奇主席还指出，孙先生并不是科学社会主义者，不是马克思主义者，但是，他敢于革命，敢于反对帝国主义，他的革命性，是当时许多所谓社会主义者，所谓马克思主义者，即当时的许多社会民主党人，老修正主义者，根本不能比拟的，也是现代的许多所谓马克思列宁主义者，所谓共产主义者，即现代修正主义者根本不能比拟的。
刘少奇主席接着说，国民党反动派背叛了孙先生的革命事业。中国人民在中国共产党和毛泽东主席的领导下，彻底完成了孙先生没有完成的民主革命，并且紧接着进行了社会主义革命，现在正在继续深入社会主义革命和进行伟大的社会主义建设。
刘少奇主席说，孙先生早在一九〇五年的时候就说过，中国一定能够超过西方。现在，我们的国家比孙先生在世的时候强大得多了。但是，我国在经济上和文化上还是比较落后的，还需要再经过几十年的艰苦奋斗，才能使我们国家真正强大起来。现在，我们国家各方面的形势都是很好的。不论在政治上、经济上、文化教育工作上、军事工作上，都有很大的进步，取得了很大的成绩。但是，在各方面的工作中，也还有不少的缺点和困难，还要不断努力去克服这些缺点和困难。现在，世界各国人民革命的形势，特别是亚洲、非洲、拉丁美洲的革命形势也是很好的。但是，美帝国主义还在世界上横行霸道，还霸占着我国的领土台湾，并且正在策划对中国的侵略战争。我国人民和海外一切爱国人士，应当进一步团结起来，为彻底实现孙先生的打倒帝国主义、建设一个强大的中国的理想而奋斗。我们在进行建设的同时，要以平等态度去“联合世界上以平等待我之民族”，联合一切可以联合的国家和民族共同奋斗，要坚决支持全世界被压迫人民和被压迫民族的革命斗争，把反对以美国为首的帝国主义、各国反动派和现代修正主义的斗争进行到底。
刘少奇主席最后说，明年我们纪念孙先生诞辰一百周年的时候，正是我们国家开始进行第三个五年计划建设的时候。让我们大家在中国共产党和毛主席的领导下，更加紧密地团结起来，争取在社会主义革命和社会主义建设事业中取得更加伟大的成就，并且同全世界人民一道，为争取世界和平、民族解放、人民民主和社会主义事业更大的胜利而奋斗。
会议在筹委会秘书长廖承志作了说明后，讨论通过了关于孙中山先生诞辰一百周年纪念的方案：
（一）在北京成立孙中山先生诞辰一百周年纪念筹备委员会。上海、南京、广州三市成立孙中山先生诞辰一百周年纪念筹备委员会分会。
（二）一九六六年十一月在北京人民大会堂举行全国性的纪念大会。各省、自治区、直辖市的政协委员会分别举行纪念会。
（三）南京、广州、上海举行参谒中山陵、中山堂和中山故居的仪式。
（四）编纂孙中山文集和年表。搜集孙中山先生遗物。修缮北京的碧云寺、南京的中山陵、广州的中山堂和上海的中山故居。
（五）征集纪念文章，摄制新闻纪录影片，发行纪念邮票，铸制纪念章，汇编纪念册。
（六）分别出版宋庆龄、廖仲恺、朱执信、柳亚子、何香凝等先生的选集。
（七）邀请同孙中山先生革命事业有关的外宾、华侨和港澳同胞参加纪念活动。
（八）筹备委员会秘书长、副秘书长之下设立办公室。办公室设秘书、宣传、编辑、总务等小组，进行具体筹备工作。
出席今天会议的筹委会委员有：于树德、万保邦、马寅初、王芸生、王昆仑、王葆真、王颖、仇鳌、邓初民、平杰三、石西民、卢汉、申伯纯、叶恭绰、叶渚沛、史良、刘仲容、刘清扬、刘斐、刘瑶章、刘澜波、庄希泉、许广平、许闻天、朱蕴山、华罗庚、宋希濂、严济慈、杜聿明、李达、李明扬、李蒸、杨东莼、杨尚昆、吴冷西、吴晗、余心清、何思源、张友渔、张孝骞、张奚若、张鼎丞、陈此生、陈劭先、陈其尤、陈垣、郑洞国、范文澜、范汉杰、茅以升、林枫、罗叔章、金汉鼎、季方、周亚卫、周荣鑫、周培源、屈武、施复亮、赵九章、赵君迈、赵忠尧、荣毅仁、南汉宸、胡子昂、胡子婴、胡公冕、胡愈之、钟惠澜、侯镜如、姚溱、爱新觉罗·溥仪、翁文灏、钱之光、钱学森、钱昌照、徐特立、梁思成、梅龚彬、曹禺、崔昭华、童小鹏、童第周、曾泽生、谢南光、黄绍竑、黄琪翔、黄雍、蒋光鼐、董其武、韩权华、舒舍予、程思远、楚图南、廖梦醒、廖耀湘。（附图片）

左图：孙中山先生诞辰一百周年纪念筹备委员会，十月三十一日下午举行第一次会议。刘少奇主席在会上作重要讲话。新华社记者　钱嗣杰摄 
该委员会于1966年11月10日举行了在北京的筹备委员的会议：
新华社十日讯  孙中山先生诞生一百周年纪念筹备委员会，今天举行了在北京的筹备委员的会议。

会议听取了筹委会秘书长廖承志同志关于孙中山先生诞生一百周年纪念筹备情况的报告。

会议同意廖承志同志的报告，并且决定于十一月十二日在首都隆重举行孙中山先生诞生一百周年纪念大会。

## 纪念大会

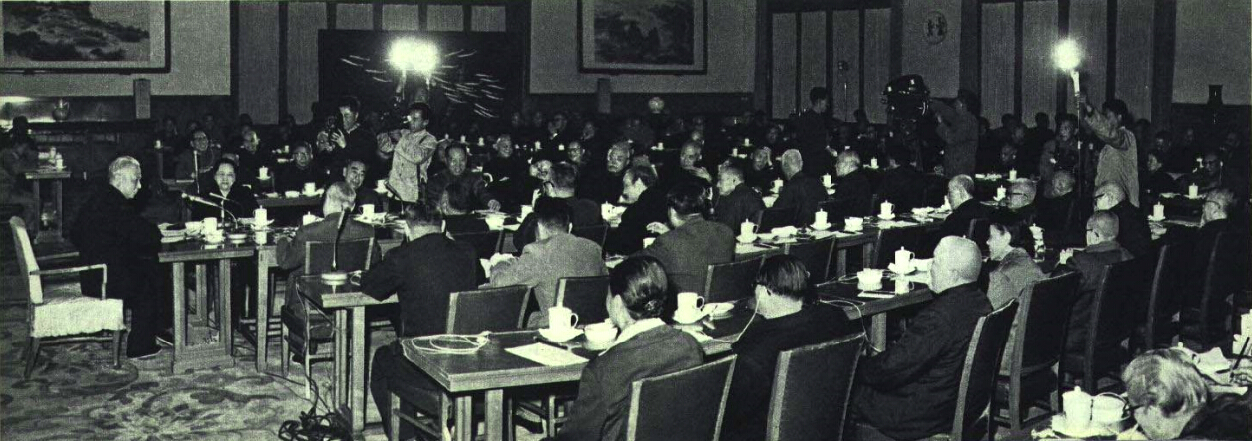
1966-01 1965年10月，孙中山先生诞辰一百周年筹备会，由刘少奇主持

孙中山先生诞辰一百周年纪念大会是1966年11月12日在中华人民共和国首都北京举行的纪念孙中山诞生一百周年的大型纪念活动，也是纪念孙中山先生诞生一百周年的系列活动中最重要的一个。这次纪念大会是在文化大革命开始后举行的，在文化大革命初期的政治和外交中具有重要影响。

### 在京筹备委员会议
孙中山先生诞生一百周年纪念筹备委员会于1966年11月10日举行了在北京的筹备委员的会议：
首都明天举行孙中山诞生百周年纪念会

新华社十日讯  孙中山先生诞生一百周年纪念筹备委员会，今天举行了在北京的筹备委员的会议。

会议听取了筹委会秘书长廖承志同志关于孙中山先生诞生一百周年纪念筹备情况的报告。

会议同意廖承志同志的报告，并且决定于十一月十二日在首都隆重举行孙中山先生诞生一百周年纪念大会。

### 纪念大会
1966年11月12日在北京人民大会堂隆重举行了孙中山先生诞生一百周年纪念大会。会场上悬挂着的巨幅标语写着：“伟大的导师、伟大的领袖、伟大的统帅、伟大的舵手毛主席万岁！”、“纪念伟大的革命先行者孙中山先生”。主席台中央悬挂着孙中山的画像，该画像两旁竖立十面红旗，以及金色字标：“1866——1966”。

#### 出席人员
出席大会的有： 周恩来、宋庆龄、董必武、陶铸、陈伯达、邓小平、刘少奇、朱德、李富春、陈毅、贺龙、谭震林、叶剑英、李雪峰、谢富治、刘宁一、萧华、杨成武、郭沫若、何香凝、杨明轩、程潜、张治中、阿沛·阿旺晋美、周建人、徐冰、高崇民、蔡廷锴、邓子恢、李四光、谢觉哉、沈雁冰、许德珩、李德全、杨秀峰、张鼎丞、邓颖超、廖承志、穆欣、解学恭、许广平、李宗仁、熊克武、邵力子、章士钊等。
参加大会的还有“中共中央机关和国务院各部门的负责人，中国人民解放军、各人民团体和北京市的负责人，在北京的人大常委会委员、政协全国委员会常务委员，在北京的部分人大代表和部分政协委员，以及民革部分成员。”
“在北京的许多外国朋友和各国驻中国的使节参加了大会。在主席台上就座的外国朋友有：几内亚政府经济代表团团长伊斯梅尔·杜尔，越南南方民族解放阵线常驻中国代表团代理团长阮明芳，亚非新闻工作者协会总书记查禾多，日本人士西泽隆二，日本和平人士西园寺公一，日本纪念孙中山诞生一百周年访华代表团顾问伊藤武雄、团长牧野内武人，希腊中国友协副主席基特基斯夫人，比利时中国友好协会秘书长胡斯曼夫人，外国专家桑佩尔、史密斯、利本。”
“来北京参加纪念活动的华侨代表和港澳人士利怡怡、陈凌、郑铁如、费彝民、何贤等”也参加了纪念大会。
“孙中山生前的副官和卫士马坤、马湘，也参加了纪念大会。”
以下为出席会议的部分重要领导人的详细情况。中共中央政治局常委、委员加注排序序号。
| 姓名          | 政府职务                                                           | 党派职务                                                                           | 人民团体职务                                                                           | 备注                                    |
| ------------- | ------------------------------------------------------------------ | ---------------------------------------------------------------------------------- | -------------------------------------------------------------------------------------- | --------------------------------------- |
| 周恩来        | 中华人民共和国国务院总理 中国人民政治协商会议全国委员会主席        | 中共中央政治局常委3                                                                | 孙中山先生诞生一百周年纪念筹备委员会副主任                                             |                                         |
| 宋庆龄        | 中华人民共和国副主席、中国国民党革命委员会中央委员会名誉主席       |                                                                                    | 孙中山先生诞生一百周年纪念筹备委员会副主任                                             | 孙中山夫人                              |
| 董必武        | 中华人民共和国副主席                                               | 中共中央政治局委员12                                                               | 孙中山先生诞生一百周年纪念筹备委员会副主任                                             |                                         |
| 陶铸          | 中华人民共和国国务院副总理                                         | 中共中央政治局常委4 中央文化革命小组顾问 中共中央书记处常务书记 中共中央宣传部部长 |                                                                                        |                                         |
| 陈伯达        | 全国政协常委                                                       | 中共中央政治局常委5 中央文化革命小组组长 中共中央宣传部顾问、副部长                |                                                                                        |                                         |
| 邓小平        | 中华人民共和国国务院副总理                                         | 中共中央政治局常委6 中共中央书记处书记 中共中央军事委员会常委                      |                                                                                        |                                         |
| 刘少奇        | 中华人民共和国主席                                                 | 中共中央政治局常委8                                                                | 孙中山先生诞生一百周年纪念筹备委员会主任                                               |                                         |
| 朱德          | 全国人大常委会委员长                                               | 中共中央政治局常委9 中共中央军事委员会常委                                         | 孙中山先生诞生一百周年纪念筹备委员会副主任                                             |                                         |
| 李富春        | 中华人民共和国国务院副总理 中华人民共和国国家计划委员会主任        | 中共中央政治局常委10                                                               | 孙中山先生诞生一百周年纪念筹备委员会副主任                                             |                                         |
| 陈毅          | 中华人民共和国国务院副总理 全国政协副主席 中华人民共和国外交部部长 | 中共中央政治局委员13 中国共产党中央军事委员会副主席                                | 孙中山先生诞生一百周年纪念筹备委员会副主任                                             |                                         |
| 贺龙          | 中华人民共和国国务院副总理                                         | 中共中央政治局委员15 中国共产党中央军事委员会副主席                                | 孙中山先生诞生一百周年纪念筹备委员会副主任                                             |                                         |
| 谭震林        | 中华人民共和国国务院副总理                                         | 中共中央政治局委员18 中共中央书记处书记                                            | 孙中山先生诞生一百周年纪念筹备委员会副主任                                             |                                         |
| 叶剑英        | 全国政协副主席                                                     | 中共中央政治局委员21 中共中央书记处书记 中国共产党中央军事委员会副主席             |                                                                                        |                                         |
| 李雪峰        | 全国人大常委会副委员长                                             | 中共中央政治局候补委员 中共中央书记处书记                                          |                                                                                        |                                         |
| 谢富治        | 中华人民共和国国务院副总理 中华人民共和国公安部部长                | 中共中央政治局候补委员 中共中央书记处书记 中共中央军事委员会常委                   | 孙中山先生诞生一百周年纪念筹备委员会副主任                                             |                                         |
| 刘宁一        | 全国人大常委会副委员长 国务院外事办公室副主任                      | 中共中央委员会委员 中共中央书记处书记 中共中央对外联络部代理部长                   | 中华全国总工会主席 孙中山先生诞生一百周年纪念筹备委员会副主任                          | 世界保卫和平大会代表                    |
| 萧华          | 中国人民解放军总政治部主任                                         | 中共中央委员会委员 中共中央军事委员会常委                                          |                                                                                        |                                         |
| 杨成武        | 中国人民解放军代总参谋长                                           | 中共中央候补委员 中共中央军事委员会常委                                            |                                                                                        |                                         |
| 郭沫若        | 全国人大常委会副委员长                                             |                                                                                    | 中国文学艺术界联合会主席 中国日本友好协会名誉会长                                      | 世界和平理事会理事 世界保卫和平大会代表 |
| 何香凝        | 全国人大常委会副委员长                                             | 民革中央主席                                                                       | 孙中山先生诞生一百周年纪念筹备委员会副主任                                             | 廖仲恺夫人                              |
| 杨明轩        | 全国人大常委会副委员长 全国政协常委                                | 民盟中央主席                                                                       | 孙中山先生诞生一百周年纪念筹备委员会副主任                                             |                                         |
| 程潜          | 全国人大常委会副委员长 全国政协常委                                | 民革中央副主席                                                                     | 孙中山先生诞生一百周年纪念筹备委员会副主任                                             |                                         |
| 张治中        | 全国人大常委会副委员长 全国政协常委                                | 民革中央副主席                                                                     | 孙中山先生诞生一百周年纪念筹备委员会副主任                                             |                                         |
| 阿沛·阿旺晋美 | 全国人大常委会副委员长 西藏自治区人民委员会主席                    |                                                                                    |                                                                                        |                                         |
| 周建人        | 全国人大常委会副委员长 浙江省省长                                  | 民进中央副主席、代主席                                                             |                                                                                        | 鲁迅之弟                                |
| 徐冰          | 全国政协常务副主席                                                 | 中共中央候补委员 中共中央统战部部长                                                | 孙中山先生诞生一百周年纪念筹备委员会副主任                                             |                                         |
| 高崇民        | 全国政协常务副主席                                                 | 民盟中央副主席                                                                     | 孙中山先生诞生一百周年纪念筹备委员会副主任                                             |                                         |
| 蔡廷锴        | 全国政协副主席                                                     | 民革中央副主席                                                                     | 孙中山先生诞生一百周年纪念筹备委员会副主任                                             |                                         |
| 邓子恢        | 全国政协副主席                                                     | 中共中央委员会委员                                                                 |                                                                                        |                                         |
| 李四光        | 全国政协副主席 中华人民共和国地质部部长                            |                                                                                    |                                                                                        |                                         |
| 谢觉哉        | 全国政协副主席                                                     | 中共中央候补委员                                                                   | 孙中山先生诞生一百周年纪念筹备委员会副主任                                             |                                         |
| 沈雁冰        | 全国政协副主席                                                     |                                                                                    | 中国文学艺术界联合会副主席 中国作家协会主席 孙中山先生诞生一百周年纪念筹备委员会副主任 |                                         |
| 许德珩        | 全国政协副主席                                                     | 九三学社中央主席                                                                   | 孙中山先生诞生一百周年纪念筹备委员会副主任                                             |                                         |
| 李德全        | 全国政协副主席                                                     |                                                                                    | 孙中山先生诞生一百周年纪念筹备委员会副主任                                             | 冯玉祥夫人                              |
| 杨秀峰        | 中华人民共和国最高人民法院院长                                     | 中共中央委员会委员                                                                 |                                                                                        |                                         |
| 张鼎丞        | 中华人民共和国最高人民检察院检察长                                 | 中共中央委员会委员                                                                 |                                                                                        |                                         |
| 邓颖超        |                                                                    | 中共中央委员                                                                       |                                                                                        | 周恩来夫人                              |
| 廖承志        | 中华人民共和国华侨事务委员会主任 国务院外事办公室副主任            | 中共中央委员会委员                                                                 | 中国日本友好协会会长 孙中山先生诞生一百周年纪念筹备委员会副主任                        | 世界和平理事会理事 廖仲恺及何香凝之子   |
| 穆欣          | 全国人大代表                                                       | 中央文化革命小组办公室主任 中央文化革命小组成员                                    | 《光明日报》总编辑 中国新闻工作者协会常务理事                                          |                                         |
| 解学恭        |                                                                    | 中共中央华北局书记处常务书记                                                       |                                                                                        |                                         |
| 许广平        | 全国人大常委                                                       | 中国民主促进会中央副主席                                                           | 孙中山先生诞生一百周年纪念筹备委员会委员                                               | 鲁迅夫人                                |
| 李宗仁        |                                                                    |                                                                                    | 孙中山先生诞生一百周年纪念筹备委员会副主任                                             |                                         |
| 熊克武        | 全国人大常委                                                       | 民革中央副主席                                                                     | 孙中山先生诞生一百周年纪念筹备委员会副主任                                             |                                         |
| 邵力子        | 全国政协常委                                                       | 民革中央常委                                                                       | 孙中山先生诞生一百周年纪念筹备委员会副主任                                             |                                         |
| 章士钊        | 全国人大常委 中央文史研究馆馆长                                    |                                                                                    | 孙中山先生诞生一百周年纪念筹备委员会副主任                                             |                                         |

#### 大会过程
大会开始前，周恩来、宋庆龄、董必武、陶铸、陈毅、何香凝接见了参加大会的部分外国朋友、华侨代表和港澳人士。
大会开始前，参加大会的工人、人民公社社员、解放军指战员、红卫兵和机关干部齐声朗读毛泽东1956年所写的《纪念孙中山先生》中的语录：
“事物总是发展的。一九一一年的革命，即辛亥革命，到今年，不过四十五年，中国的面目完全变了。再过四十五年，就是二千零一年，也就是进到二十一世纪的时候，中国的面目更要大变。中国将变为一个强大的社会主义工业国。中国应当这样。因为中国是一个具有九百六十万平方公里土地和六万万人口的国家，中国应当对于人类有较大的贡献。……”
下午3时30分，中华人民共和国副主席董必武宣布大会开始。全场起立，乐队高奏中华人民共和国国歌。董必武副主席首先致开幕词。中华人民共和国国务院总理周恩来接着在大会上发表讲话。 中华人民共和国副主席宋庆龄在大会上发表了题为《孙中山——坚定不移、百折不挠的革命家》的长篇讲话。中国国民党革命委员会主席何香凝在大会上讲话。日中友好协会理事长宫崎世民应邀在大会上发表讲话。
“大会结束时，全场起立鼓掌，乐队高奏《东方红》和《大海航行靠舵手》。”

### 讲话内容

#### 董必武致开幕词
中华人民共和国副主席董必武的开幕词简要回顾了孙中山在一百年来中国革命历程中的功绩，即一是“作为中国革命民主派的旗手”同以康有为、梁启超为首的改良派进行“毫不调和的斗争”，“领导了辛亥革命，推翻了封建王朝，建立了共和国。”二是在晚年“同中国共产党进行了合作，制定了联俄、联共、扶助农工的三大政策，对三民主义作了新的解释，把旧三民主义发展为新三民主义。”
中国共产党和伟大的导师、伟大的领袖、伟大的统帅、伟大的舵手毛主席领导中国人民“推翻了帝国主义、封建主义和官僚资本主义的反动统治，完成了孙中山先生没有完成的民主革命，并且把这个革命发展成为社会主义革命，在社会主义建设中取得了伟大的胜利。”
开幕词最后称，
今天，全中国人民正在我们伟大领袖毛主席的亲自领导下，进行着一场史无前例的无产阶级文化大革命。这场无产阶级文化大革命，无论就其广度和深度来说，都是历史上任何革命运动所不能比拟的。我们已经做的和正在做的，大大超过了我们的前人。但是，我们是历史唯物主义者，我们是在前人奋斗的基础上创立了我们自己的事业的，我们是孙中山先生革命事业的继承者。因此，我们永远不会忘记孙中山先生对中国革命事业所作出的伟大贡献。孙中山先生是永远值得我们纪念的。

#### 周恩来讲话
周恩来以中华人民共和国国务院总理名义发表的讲话首先引述了毛泽东在《纪念孙中山先生》一文中“对孙中山先生革命的战斗的一生所作的崇高评价。”文章开篇首先谈到了辛亥革命前孙中山所代表的革命的民主派的路线同康有为、梁启超所代表的改良派的路线之间的两条政治路线的斗争，指出辛亥革命具有伟大的历史意义：
孙中山先生领导的辛亥革命，具有伟大的历史意义。这场革命没有完成反帝反封建的民主革命任务，但结束了中国两千多年的封建帝制，推动了民主精神的高涨。中国人民将永远纪念孙中山先生在这个革命中所起的作用。
此后文章回顾了孙中山提出联俄、联共、扶助农工三大革命政策，树立三大政策的新三民主义的历史功绩。
孙中山先生，作为中国资产阶级民主革命时期的一个伟大革命家，他的奋斗的一生留给我们很多有益的东西。
文章接下来先后提出了反对帝国主义（今天为“美帝国主义”）及苏联修正主义在继承孙中山先生革命遗志中的重要意义。而后又先后提出了建设社会主义的现代化强国及开展史无前例的无产阶级文化大革命的伟大意义。其中对无产阶级文化大革命，周恩来称，
当前我们正在全国范围内开展一场史无前例的无产阶级文化大革命。这是我国社会主义革命发展的一个更深入更广阔的新阶段。这是一场破剥削阶级的“四旧”、立无产阶级的“四新”、触及人们灵魂的大革命。在这场大革命中存在着两条路线的斗争。我们必须彻底批判资产阶级反动路线，坚决执行以毛主席为代表的无产阶级革命路线，信任群众，依靠群众，尊重群众的首创精神。我们必须发扬无产阶级的彻底革命精神，决不半途而废。我们一定要把无产阶级文化大革命进行到底。这场大革命的胜利，不仅将保证我们社会主义的祖国永不变色，而且必将激发出巨大的物质力量，使我国的社会主义建设事业更加一日千里地向前发展。
文章最后说：
中国人民在毛主席领导下所进行的伟大斗争，所取得的伟大胜利，都远远超过了孙中山先生的理想。毛泽东主席天才地、创造性地、全面地继承、捍卫和发展了马克思列宁主义，把马克思列宁主义提高到一个崭新的阶段。毛泽东思想是我们一切工作的指导方针。我们今天纪念孙中山先生，就要永远跟着我们伟大导师、伟大领袖、伟大统帅、伟大舵手毛主席，永远同革命人民在一起，努力学习新事物，不断改造自己，在社会主义革命的烈火中永远前进！

伟大的革命先行者孙中山先生永垂不朽！

伟大的战无不胜的毛泽东思想万岁！

我们伟大的领袖毛主席万岁！ 

#### 宋庆龄讲话
宋庆龄在大会上发表了题为《孙中山——坚定不移、百折不挠的革命家》的长篇讲话。这篇讲话也是宋庆龄晚年政治生涯中发表的最重要的文章之一。该讲话以宋庆龄个人名义发表。

#### 讲话背景
1966年10月底，宋庆龄用英文写就了其讲话稿，并让警卫秘书隋学芳将此稿送周恩来审阅，同时送一兜新鲜螃蟹给周恩来、邓颖超夫妇。11月6日，宋庆龄收到了周恩来亲笔回信，内容如下:
宋副主席：
你的那篇文章，由于我近来更忙了一点，直搁到现在才改出来，甚为不安。现在将中文、英文两种改本派人送上，请你审阅。英文改稿，已经爱泼斯坦同志看过。你对改稿如没有意见，请即批在英文稿上，并交去人带回，以便在中文稿上照改。如无改动，请告隋秘书给我一个电话就可以了。文章拟在11月12日登出。你给我们的螃蟹收到，谢谢。
敬礼　　
周恩来

##### 讲话内容
讲话开篇十分简单，毫无铺排：
在这纪念孙中山诞辰一百周年的时候，我想就这位中国人民伟大儿子的生平和活动，谈谈我的一些感想。
宋庆龄提出，在中国共产党领导下，帝国主义虽已不似孙中山在世时那样不可一世，但是我们仍有必要纪念孙中山先生：
那么，我们现在为什么还要来纪念孙中山呢？我想，这是为了使我们永远怀念中国民主革命时期这位坚定不移、百折不挠的革命家，中国伟大的革命先行者。
宋庆龄先后从性格、经历等方面回顾了孙中山曲折的革命生涯。
从性格上看，“ 孙中山是一个有远大目光和深刻预见的人。因此，他的一生是一个顽强的革命者的一生。他一开始就不相信封建王朝，而随着革命的发展，他对人民则产生越来越大的信心。”因此他反对君主立宪制，主张共和制，“坚信中国人民能够在较短的时间内超过日本，甚至西方资本主义国家。”
当时的保守派和改良派嘲称孙中山为“孙大炮”。这只能说明他们自己鼠目寸光，缺乏勇气和信心，缺乏对永远要求进步的人民的同情。我们知道，理想和远见是干革命的必要前提。没有革命的理论，就不可能有革命。
宋庆龄称，“一个革命者，一个全心全意为人民利益奋斗的人，总是不知道疲倦的，总是把未来看作是光明的。”列宁对中国革命满怀信心，这对孙中山是一个“巨大的鼓舞”。
“孙中山很了解中国的历史。他对封建制度下的剥削者和被剥削者有明确的看法。”他对军阀割据地方鱼肉百姓深恶痛绝。他要求改变地权制度，使农民解脱沉重的田租负担。
孙中山个人生活俭朴，毕生好学。他“很早就明确地看到亚洲各国的革命问题是一个整体。”宋庆龄引用菲律宾作家马利亚诺·庞塞的话说明了孙中山对亚洲革命的这一远见卓识。
从经历上看，孙中山出生于贫农家庭。“以后的发展证明，这些童年的经历对于他决心终生献身革命起了决定的影响。”在离开檀香山回中国时，他便认为“中国的唯一出路就是推翻清朝帝制。”他在广州博济医学校、香港西医书院学习医学，毕业后在澳门开业，主要仍从事革命工作。从1896年到1899年，孙中山“访问了有中国人在那里生活和学习的一切欧洲中心城市——伦敦、巴黎、布鲁塞尔、日内瓦、柏林。”他在这些地方宣传民族主义并获得华侨捐款，而他也制定了他的民族主义、民权主义和民生主义，并且受到了包括马克思主义在内的社会主义的影响。此后他和他的组织接连举行了十次起义，但都因为“完全忽视了革命的政治方面。单纯依靠军事手段，不可避免地要导致失败。”
武昌起义的成功及各省响应而形成的辛亥革命使“两千年封建专制政体至此告终。”但宋庆龄指出，
辛亥革命初期所取得的胜利是由于资产阶级取得了工人、农民和城市小资产阶级的支持。它的失败是由于国民党领导的摇摆不定（这是它的阶级成分造成的），主要原因则是由于未能正确处理农民问题。毛主席指出：“国民革命需要一个大的农村变动。辛亥革命没有这个变动，所以失败了。”（《湖南农民运动考察报告》）辛亥革命丝毫没有减轻农民所受的压迫。相反地，在革命后，政权落到了那些一味听命于封建阶级和帝国主义的人们手里，他们加紧了对农民的压迫。

这就是说，中国的根本问题——推翻封建主义和帝国主义统治——并没有得到解决，革命斗争必须继续。孙中山看到这一点，并且根据这一认识采取了行动。他这种坚韧不拔的精神，成为当时一切爱国的、革命的中国人学习的榜样。他这种精神进一步唤醒了人民，使他们认识到国家和人民所处的屈辱地位，并加强了他们不遗余力地解放祖国的决心。
此后孙中山继续革命直至1925年3月12日于北京逝世。在孙中山去世后，“国民党内右派和帝国主义代理人的总头目蒋介石，在一九二七年背叛了他的遗训。这些叛徒从此成为历史的罪人，他们继续压迫人民并发动内战，使中国人民的解放推迟了二十多年，并且引来了日本军国主义和美帝国主义的侵略，使国家财富受到无可计量的损失，千千万万祖国的儿女丧失了宝贵的生命。他们使美帝国主义至今仍霸占着我国领土台湾。”
“孙中山的遗训就是他的三民主义和三大政策。这是他在致力于完成中国反帝反封建的资产阶级民主革命的过程中发展而成的。”孙中山有两点至今仍值得学习。一是他“一生致力于推动革命”，而且“他对各国反对帝国主义的革命特别注意。”比如1900年后“他同亚洲各国的民族革命志士保持密切的联系。”又如他和包括让·饶勒斯等比利时和法国的社会党人保持联系。二是“为了使自己在政治上适应当前革命任务的需要，他坚持不懈地进行自我教育。他不停地从理论和实践上进行探索，寻找引向革命胜利、中国获得解放以及使中国在国际上取得平等地位、中国人民得到自由的道路。”
我们也许可以说，孙中山政治上的成熟集中表现在这样一个问题上：在长期而曲折的革命实践过程中，他越来越深刻地认识到，掌握武装的重要性，必须“第一步使武力与国民相结合，第二步使武力为国民之武力”。
他认识到，必须走列宁的道路，以俄为师，走中国共产党唤起民众、领导国民革命的道路。革命只能依靠那些最迫切要求解放的人，即被压迫的人民群众。他明白了这一点以后，就不再为资产阶级民主那一套漂亮的装饰所迷惑了，他看穿了这不过是骗局。……但四十多年前孙中山已经得出结论，资产阶级民主本身已过时了一百年，而且实际上资产阶级自己也早把它抛掉了。唯一的解决办法就是进行以群众为基础的革命。
对于革命的政治纲领即三民主义的发展，宋庆龄称，
关于他的革命的政治纲领，孙中山以同样的决心采取行动。他重新解释了他的三民主义，并且增加了联俄、联共和扶助农工三大政策。在一九二四年中国国民党第一次全国代表大会上，他声明：三民主义和三大政策作为中国革命的基础是不可分割的，也是不容改变的。四十年前，这样一个纲领是很激进的，要实现这个纲领需要进行严峻的、持续的斗争。
宋庆龄认为，“毛主席很早就指出：“这种三大政策的三民主义，革命的三民主义，新三民主义，真三民主义，是新民主主义的三民主义，是旧三民主义的发展，是孙中山先生的大功劳，是在中国革命作为社会主义世界革命一部分的时代产生的。”（《新民主主义论》）在指出孙中山的纲领和中国共产党的纲领不同之处的同时，毛主席说明，两者在民主革命的任务上，是基本上相同的。这为三民主义和共产主义结成统一战线以及第一次国共合作提供了可能，这种合作赢得了全国人民的支持并且实现了一九二四——二七年的大革命。接着，蒋介石抛弃了孙中山的革命遗训，背叛了革命，而中国共产党在毛泽东主席领导下却负起了把新民主主义革命进行到底的重担。”
在讲话最后，宋庆龄说了如下意味深长的结束语：
孙中山在遗嘱中要求所有革命者继续斗争，直到胜利。中国共产党领导中国人民实现了这一遗志，并远远超过了它。如果孙中山还健在，他会为中国共产党团结全国人民和全国各民族、领导人民在社会主义革命和社会主义建设中取得巨大成就并在当前世界上坚持马克思列宁主义真理的坚决立场而感到骄傲。
孙中山一生奋斗的目标已经实现并且已经超过了。但他的名字和他的精神仍然活在我们心中。我们为他四十年的忘我斗争而感到骄傲。他的遗言“必须唤起民众，及联合世界上以平等待我之民族”，今天听来仍然是正确的。

我国人民实现了空前的团结，鼓足干劲发展生产和攀登科学、教育和文化的新高峰。随着无产阶级文化大革命的开展，我国的社会主义革命进入了一个更深入、更广阔的新阶段。我们在反对帝国主义、特别是各国人民的主要敌人美帝国主义的严峻斗争中，同全世界劳动人民的团结，同被压迫民族和被压迫人民的团结正在日益加强。全世界呈现着一片大好革命形势。孙中山在革命斗争中表现出来的坚定性和坚韧性经常鼓舞着我们。怀着对我们的奋斗目标的不可动摇的决心，对马克思列宁主义、毛泽东思想的坚强信念以及对我们赢得胜利的力量的无限信心，我们同一切为了实现一个没有人剥削人、没有民族压迫、没有种族歧视的世界而努力的人们，在斗争中携手前进。
宋庆龄的讲话围绕着“民族、民权、民生”的三民主义及三大政策的由来进行了详细论述。她称孙中山是“中国民主革命时期”的革命家，这不同于周恩来讲话中“中国资产阶级民主革命时期”革命家的称呼。她强调孙中山在进行资产阶级民主革命中逐渐看穿了资产阶级民主的骗局，从而走向“以俄为师”，走中国共产党唤起民众、领导国民革命的道路，提出了三大政策。讲话通篇没有提到苏联修正主义。她反复强调孙中山反对帝国主义的坚定立场，更在文章中多处点明美帝国主义是包括中国人民在内的世界各国人民的主要敌人。这使得她的文章在1960年代既强调反对美帝国主义，又强调反对苏联修正主义的政治氛围中，特别是文化大革命开始前后突出强调防止中共党内出现修正主义的氛围中显得不同寻常。另一方面，她的讲话也呼应了毛泽东及中国共产党坚持的武装斗争、世界革命、土地改革等理论及实践，以及毛泽东继续革命蕴含的斗争精神，并点名批判了蒋介石等人。
宋庆龄的讲话只在最后一段提到了刚刚开始的无产阶级文化大革命，称其为中国社会主义革命的新阶段。这种表述同无产阶级文化大革命的理论基础——无产阶级专政下继续革命理论在社会主义革命和建设问题上的认识是相一致的。但这段文字排在发展生产及“攀登科学、教育和文化的新高峰”的后面，其下又着重论述在反帝斗争中全世界革命形势大好，而并未涉及无产阶级专政下继续革命理论。

#### 何香凝讲话
何香凝以中国国民党革命委员会中央主席的名义发表的讲话充满了革命热情，其重点是保持革命晚节。她给孙中山的定位一是“辛亥革命的创始人和领导人“，二是”在他的晚年，他更前进了一步，他把民族独立、民主主义、平均地权的旧三民主义，进一步发展为联合列宁时代的苏联，联合中国共产党，联合工人农民的新三民主义。孙中山先生从长期的革命实践中越来越明确地主张，依靠武装斗争，结合工人农民的群众运动，作为达成中国民主革命的手段，革命的目标直接指向帝国主义和国内的封建军阀。”
她认为，孙中山有两大历史功绩。其一，“孙先生是中国近百年史中，第一个提出‘革命’的人。他开始使用‘革命’这两个字，是在七十多年前了。”“孙先生坚决反对主张君主立宪的改良派，他主张用革命军事手段推翻皇帝，建立民主共和国。在孙先生领导之下，中国人民经过辛亥革命，终于结束了中国两千多年的封建帝制。”其二，“……他逐步明确了要适应中国革命的新形势，把旧三民主义发展为新三民主义。他在中国共产党帮助下，改组了国民党，提出了著名的“联俄反帝、联共、扶助农工”三大政策。这就奠定了第一次国共合作的政治基础。”
何香凝的讲话也强调了孙中山的革命精神，以及勇于反对帝国主义。她称，“孙先生虽然不是科学社会主义者，不是马克思主义者，但是他敢于革命，敢于反对帝国主义，这是老修正主义者和苏联现代修正主义者根本不能比拟的。”“孙中山先生一生最大的特点是他的不断进步，坚持革命，越到晚年越坚决。孙先生的晚节是万人共仰的。”和宋庆龄一样，她也谴责蒋介石反动派“完全背叛了孙中山先生遗志”，“使中国革命的胜利推迟了二十多年”。
和宋庆龄讲话最明显的不同之处在于，何香凝既突出谴责了苏联修正主义，又使用了极大一部分篇幅表达对无产阶级文化大革命的支持。她说，
特别使我在纪念孙中山先生诞生一百周年的时候，感到振奋的是，毛主席不以祖国的日益强大为满足，而且为了保证我们的祖国永远不变色，为了给全世界革命人民树立样板，他还亲自领导了史无前例的文化大革命。在中国，历史的车轮是前进得多么快啊！正当人们赞叹中国人民这样迅速掌握制造原子弹技术的时候，中国又出现了比原子弹试验更大的事件——文化大革命！中国人民以崭新的精神面貌，出现在世界舞台，全世界都在震惊。革命的人民在欢呼。反对革命的反动派在失魂丧魄。大家越来越清楚地看到，新中国的诞生和壮大，是在怎样深刻地影响着世界历史的进程。回想一百年前的中国，回想五十五年前辛亥革命时的中国，回想四十一年前孙先生逝世时的中国，今天的中国是多么不同啊！

我老了。我能稍稍自慰的是，在民主主义革命阶段，我追随了孙中山先生，在社会主义革命阶段，我追随了毛主席。我现在学习孙中山先生，努力保持一个革命者的晚节。现在，文化大革命来了。这是决定中国命运，影响世界前途的大革命。尽管我九十岁了，我仍然有决心在文化大革命中努力跟上时代的要求，在这次大革命中继续保持革命晚节。我号召所有追随过孙中山先生的战友们，不要自馁，不要倚老卖老，不要一屁股坐在老资格的包袱上而寸步不前。我们要决心跟毛主席跟到底，继续改造自己，继续努力前进。我认为，只有这样，才是我们对孙中山先生和无数革命先烈、革命前辈的最好的纪念。

#### 宫崎世民讲话
日本中国友好协会理事长宫崎世民的讲话主要围绕实现日中友好、亚洲各民族团结以反对美帝国主义而展开。讲话开篇便将日本政府和日本人民区分开来，指出日本人民对孙中山是“非常爱戴的”。
 我是从日本来的，我叫宫崎世民。

孙文先生为了中国人民的解放，曾把日本作为革命活动的一个据点。他虽然遭到日本政府的迫害和镇压，但日本人民对他是非常爱戴的。
接着他回顾了其父宫崎民藏及伯父宫崎寅藏同孙中山的交往，以及孙中山1913年访问日本对自己的触动。随后他指出，
我们认为，孙文先生既是中国民主革命的伟大先驱，又为日中两国人民的友好和团结作出了辉煌的贡献。而且，我要在这里指出，由于孙文先生不仅是为中国人民的解放而奋斗的革命家，而且也是抱有为亚洲被压迫民族的解放而奋斗的理想的革命家，所以他为日本人民所作的贡献，不是表现在文化或技术方面，而是表现在政治方面。
也就是说，孙文先生一方面对于经过明治维新而从封建制过渡到资本主义的日本寄予很大的期待，一方面又对刚刚开始发展起来的日本军国主义给予严厉的批判。他经常满腔热情地向日本人民呼吁：不应走军国主义道路，而应该反对军国主义，走亚洲民族独立团结的道路。

因此，孙文先生是促进两国人民友好和建立真正的日中友好的实践者。对于我们从事日中友好运动的人来说，他是最值得我们尊敬的前辈。
宫崎世民接着对中国人民的社会主义革命和社会主义建设进行了正面论述，称，
孙文先生在世时，未能实现其解放中国人民的理想。一九二五年，孙文先生留下“革命尚未成功”的名言，而逝世了。但是，二十四年之后，伟大的中国人民在毛泽东主席和中国共产党的领导下，粉碎了所有封建势力和帝国主义势力的枷锁，解放了自己，建立了中华人民共和国。十七年来，中国人民不仅完成了孙文先生未能完成的民主革命，而且正在继续进行社会主义革命，正在无产阶级专政的基础上，在总路线、大跃进、人民公社三面红旗的光辉照耀下，进行着社会主义建设。现在中国正在进行的无产阶级文化大革命是为了进一步巩固无产阶级专政，并已取得了巨大成就，这将给予世界革命力量以新的信心和鼓舞。
宫崎世民认为，“孙文先生所一直提倡的亚洲各民族的独立和全世界被压迫民族的独立团结运动，在中国人民的支援下，正以暴风骤雨之势，压倒帝国主义者、新老殖民主义者、形形色色的修正主义者和一切反动派。”他特别强调了美帝国主义侵略越南对全世界的严重威胁。他指出，只有反对日本军国主义，建立中日友好，才能打倒包括中日两国人民在内的全世界人民的共同敌人——美帝国主义。讲话以强调日中友好、亚洲各民族团结的四句口号结束：
只有日中友好才是两国安全繁荣和亚洲和平的保障。
让我们用日中友好来反对共同敌人美帝国主义！
让我们以日中友好为中心来加强亚洲各民族的团结！

让我们把倡导日中友好和亚洲团结的孙文先生的遗志世世代代地传下去！ 

## 四地纪念活动
新华社1966年11月14日报道了中国内地四地举行集会纪念孙中山诞生一百周年的情况。报道称：
各地党政负责人讲话强调，今天纪念孙中山，要更高地举起毛泽东思想伟大红旗，把文化大革命进行到底，把社会主义革命进行到底。
新华社十四日讯　广州、上海、南京和武汉，十三日和十四日分别举行两千人到四千人的盛大集会，隆重纪念伟大的革命先行者孙中山先生诞生一百周年。有关地区的党政军负责人，各有关方面人士和孙中山先生的生前友好，以及正在各地访问的外国朋友和华侨代表，分别参加了纪念大会。一些港澳人士，参加了在广州举行的纪念大会。
在各地纪念大会的会场上，悬挂着“伟大的导师，伟大的领袖，伟大的统帅，伟大的舵手毛主席万岁！”的巨幅标语，主席台上挂着孙中山先生的画像。在大会开始前，参加大会的革命群众和红卫兵，齐声朗读了毛主席《纪念孙中山先生》一文中的语录，高唱《大海航行靠舵手》等革命歌曲。
广东省代省长林李明，上海市副市长张承宗，江苏省副省长李士英和湖北省副省长张旺午，分别主持了各地的纪念大会并致开幕词。中共中央中南局第三书记陈郁，中共上海市委书记处书记、上海市市长曹荻秋，中共江苏省委第一书记江渭清，中共武汉市委书记处书记、武汉市市长刘惠农，分别在四个城市的纪念大会上讲了话。
各地党政负责人在大会上的讲话，高度地评价了孙中山先生在中国人民反对封建主义和反对帝国主义的斗争中建立的不朽功勋。他们指出，今天我们纪念孙中山先生，要发扬孙中山先生的革命精神和战斗精神，毫不妥协地把反对帝国主义和反对现代修正主义的斗争进行到底，为解放台湾、实现祖国领土的完全统一而奋斗，坚决支持越南人民的抗美救国斗争，坚决支持亚洲、非洲、拉丁美洲和全世界人民的反帝革命斗争。他们在讲话中都强调，在我们伟大的领袖毛主席领导下，中国人民所进行的伟大斗争和取得的伟大胜利都远远超过了孙中山先生的理想。今天我们纪念孙中山先生，就要更高地举起毛泽东思想伟大红旗，永远跟着我们的伟大导师、伟大领袖、伟大统帅、伟大舵手毛主席，永远同革命人民在一起，把当前正在轰轰烈烈开展的史无前例的无产阶级文化大革命进行到底，把社会主义革命进行到底，为尽快把我们伟大的祖国建设成为强大的社会主义国家而奋斗。
中国国民党革命委员会广东省委员会主任委员萧隽英，民革上海市委员会副主任委员张汇文，民革江苏省委员会主任委员任崇高和民革湖北省委员会主任委员陶述曾，也分别在各地的纪念大会上讲了话。

在今天南京举行的纪念大会结束后，省市各界负责人、革命群众和红卫兵代表二百多人，到中山陵谒陵。十二日，上海市党政负责人等，瞻仰了孙中山故居。
1966年，为纪念孙中山先生诞生一百周年，广州的孙中山故居纪念馆加建了辅助纪念馆。

## 选集出版
1966年11月11日，《孙中山选集》、《宋庆龄选集》由人民出版社出版。 
在1956年孙中山先生诞生九十周年时，新编的《孙中山选集》也曾在北京出版，共2卷，宋庆龄题写书名。此次出版的《孙中山选集》是1956年《孙中山选集》的重印。《宋庆龄选集》是新编选的，由周恩来题写书名。

## 纪念邮票
为纪念孙中山先生诞生一百周年，中华人民共和国邮电部从1966年11月12日起开始发行有孙中山先生像的纪念邮票。

## 中苏关系
1966年11月14日的新华社报道《贼喊捉贼　颠倒黑白　招摇撞骗  苏修假借纪念孙中山诞辰大肆反华》，斥责苏联借纪念孙中山诞辰一百周年“大肆反华”。
苏修假借纪念孙中山诞辰大肆反华
新华社十四日讯  莫斯科消息：据苏联报刊报道，苏联现代修正主义领导集团假借纪念孙中山先生诞生一百周年大肆反华。
苏共中央机关报《真理报》十二日发表“纪念”孙中山先生诞辰的文章，玩弄贼喊捉贼的手法，企图把苏共领导集团破坏中苏两国人民友谊的责任，推到高举反对帝国主义和现代修正主义旗帜、坚持反对叛卖列宁事业的中国共产党人身上。文章胡说什么目前中苏两国人民的友谊“被中国领导人的行动蒙上了阴影”。
最近出版的一期苏联杂志《在国外》在一篇反华文章中，竟把作为当前世界反帝斗争中流砥柱的中国，说成是“投降于帝国主义”，“无视自己的国际主义义务”， “忘记了孙中山的遗训”，“对孙中山本人也挥起棍子。”这篇文章还枉费心机地把中国人民反对苏联现代修正主义的革命的正义斗争同过去中国军阀的反苏行为相提并论。
苏联修正主义领导集团还通过其他各种“纪念”活动，盗用孙中山先生当年对列宁领导的苏联的友好表示，进行招摇撞骗，猖狂反华。十一日在莫斯科举行的一次所谓孙中山诞辰纪念会上，纪念委员会主席、诗人吉洪诺夫恬不知耻地把正勾结美帝国主义、出卖越南人民利益、力图在中国周围组成反华包围圈的苏共修正主义领导集团，说成是“坚持采取同中国人民友好、共同反帝的坚定方针”。

苏联《消息报》、《新时代》杂志和其他中央报刊以及一些地方报刊，最近一个时期也以纪念孙中山诞辰为名，大搞反华闹剧。仅在十一日和十二日，莫斯科各报刊就发表了十六篇所谓纪念孙中山的文章，其中有六篇公开地攻击中国共产党或中国领导人，其他文章也以含沙射影的手法，发出一片反华叫嚷。 